# Sergio Rivero
Sergio Rivero (Santa Cruz de la Sierra, 6 december 1963 – aldaar, 1 september 2024) was een Boliviaans voetballer, die speelde als verdediger. Hij beëindigde zijn actieve loopbaan in 1999 bij de Boliviaanse club Guabirá.

## Clubcarrière
Rivero begon zijn professionele loopbaan in 1983 bij Real Santa Cruz en kwam daarnaast uit voor de Boliviaanse clubs Oriente Petrolero en Guabirá.

## Interlandcarrière
Rivero speelde in totaal negen interlands voor Bolivia in de periode 1991-1993. Onder leiding van bondscoach Ramiro Blacutt maakte hij zijn debuut op 7 juli 1991 in de Copa América-wedstrijd tegen Uruguay (1–1), net als doelman Víctor Aragón.
Rivero overleed op 1 september 2024 op 60-jarige leeftijd.